# Satyrium chlorocorys
Satyrium chlorocorys là một loài thực vật có hoa trong họ Lan. Loài này được Rchb.f. ex Rolfe miêu tả khoa học đầu tiên năm 1898.